# 包久景勝
包久 景勝（かねひさ かげかつ）は、戦国時代から安土桃山時代にかけての武将。小早川氏の家臣。

## 略歴
包久氏は竹原小早川氏の庶流。主君・小早川隆景より偏諱を受け景勝と名乗る。
天正4年（1576年）、織田信長軍の攻囲を受ける石山本願寺への兵糧搬入を目的とした毛利水軍・小早川水軍・村上水軍を中心とする瀬戸内の毛利方水軍戦力と、それを阻止せんとする織田方の水軍戦力が、大阪湾木津川河口で激突した第一次木津川口の戦いに、小早川水軍の一隊を率いて参陣し、毛利方の勝利に貢献した。